# Хилтенфинген
Хилтенфинген (њем. Hiltenfingen) општина је у њемачкој савезној држави Баварска. Једно је од 46 општинских средишта округа Аугсбург. Према процјени из 2010. у општини је живјело 1.505 становника. Посједује регионалну шифру (AGS) 9772157.

## Географски и демографски подаци
Хилтенфинген се налази у савезној држави Баварска у округу Аугсбург. Општина се налази на надморској висини од 556 метара. Површина општине износи 14,6 km². У самом мјесту је, према процјени из 2010. године, живјело 1.505 становника. Просјечна густина становништва износи 103 становника/km².